# Rat für den Handel mit Dienstleistungen
Der Rat für den Handel mit Dienstleistungen (englischer Name: Council for Trade in Services, auch Services Council, kurz CTS) ist ein Gremium der Welthandelsorganisation (WTO).

## Einsetzung
Eine Einsetzung des Rates für den Handel mit Dienstleistungen geschah mit Inkrafttreten des Marrakesch-Abkommens am 1. Januar 1995.

„There shall be a Council for Trade in Goods, a Council for Trade in Services and a Council for Trade-Related Aspects of Intellectual Property Rights (hereinafter referred to as the ‘Council for TRIPS’), which shall operate under the general guidance of the General Council. The Council for Trade in Goods shall oversee the functioning of the Multilateral Trade Agreements in Annex 1A.“

„Ein Rat für den Handel mit Waren, ein Rat für den Handel mit Dienstleistungen und ein Rat für handelsbezogene Aspekte der Rechte des geistigen Eigentums (im folgenden als "Rat für TRIPS" bezeichnet) sind unter der allgemeinen Leitung des Allgemeinen Rates tätig. Der Rat für den Handel mit Waren überwacht die Wirkungsweise der Multilateralen Handelsübereinkommen in Anlage 1A. Der Rat für den Handel mit Dienstleistungen überwacht die Wirkungsweise des Allgemeinen Übereinkommens über den Handel mit Dienstleistungen (im folgenden als "GATS" bezeichnet).“

In den neben Englisch weiteren Amtssprachen der Welthandelsorganisation Französisch und Spanisch firmiert der Rat unter Conseil du commerce des services bzw. Consejo del Comercio de Servicios.

## Aufgaben
Der Rat, als Untergremium des Allgemeinen Rates, ist verantwortlich die Maßnahmen der Mitglieder unter der Maßgabe des Allgemeinen Übereinkommens für den Handel mit Dienstleistungen (GATS) zu kontrollieren. In dem Rat sind alle Mitglieder der WTO vertreten. Ihm unterstehen verschiedene Untergremien und der Rat kann sich mit Zustimmung des Allgemeinen Rates eine eigene Geschäftsordnung geben.
Der Rat ist für die Durchführung von Verhandlungsrunden, die das Ziel haben den Dienstleistungshandel zu liberalisieren, und für die Überprüfung von Ausnahmen vom Meistbegünstigungsgrundsatz. Auch ist der Rat zuständig Notifikationen der Mitglieder über Maßnahmen oder die Rücknahme von Verpflichtungen unter dem GATS entgegenzunehmen. Ein Mitglied muss den Rat über jede erlassene Norm informieren, die im Bezug auf den Dienstleistungshandel erlassen worden ist. Das umfasst beispielsweise die Notifikation über die Anerkennung ausländischer Berufsqualifikationen.